# Dolmen de Peygros
Le dolmen de Peygros est situé à Mons, dans le département du Var en France.

## Description
C'est un petit dolmen situé à 600m d'altitude en contrebas du sommet de Peygros, au-dessous de la grotte du même nom. Le tumulus, de forme ronde, mesure 12 m de diamètre. La chambre sépulcrale mesure 1,80 m de long pour 1,60 m de large. Elle est délimitée par une dalle de chevet (2,30 m de long pour 1,60 m de hauteur), une dalle côté sud (1,70 m de long pour 0,92 m de hauteur) reposant sur un soubassement de pierres sèches, un muret en pierres sèches côté nord. Deux orthostates (2 m de haut pour 1 m de large) encadrent l'ouverture (0,40 m de large) au sud-ouest qui se prolonge par un couloir de 1 m de large,. «La dalle de chevet comporte des cupules».
La chambre fut fouillée par le comte Edmond de Pas en 1908 et par Gérard Sauzade en 1972. Les fouilles ont livré de nombreux ossements humains brisés et brûlés et plus de 1700 dents humaines. Le mobilier funéraire retrouvé se compose de deux pointes en silex et d'éléments de parure  : des perles (olivaires en , en tonnelet en roche verte, six boutons en os à perforation en V, deux anneaux en roche verte, deux pendeloques en défense de sanglier, une pendeloque en coquille de pétoncle, une spire en or, deux bagues en bronze et divers fragments de bronze, des tessons d'une poterie grossière,.
L'ensemble du mobilier funéraire retrouvé, daté du Campaniforme, est déposé au musée de Grasse,.